# Вайгль, Рудольф
Рудольф Штефан Ян Вайгль (нем. Rudolf Stefan Jan Weigl; 2 сентября 1883, Пршеров — 11 августа 1957[…], Закопане, Краковское воеводство) — польский бактериолог немецкого происхождения, создатель первой эффективной вакцины против эпидемического сыпного тифа. Основал во Львове Институт изучения тифа и вирусов, носивший его имя, где проводил исследования вакцин. Во время Второй мировой войны в его институте нашли приют в качестве сотрудников, иногда чисто номинальных, многие евреи и представители польской интеллигенции. Также тайно поставлял вакцину в Варшавское гетто.

## Биография

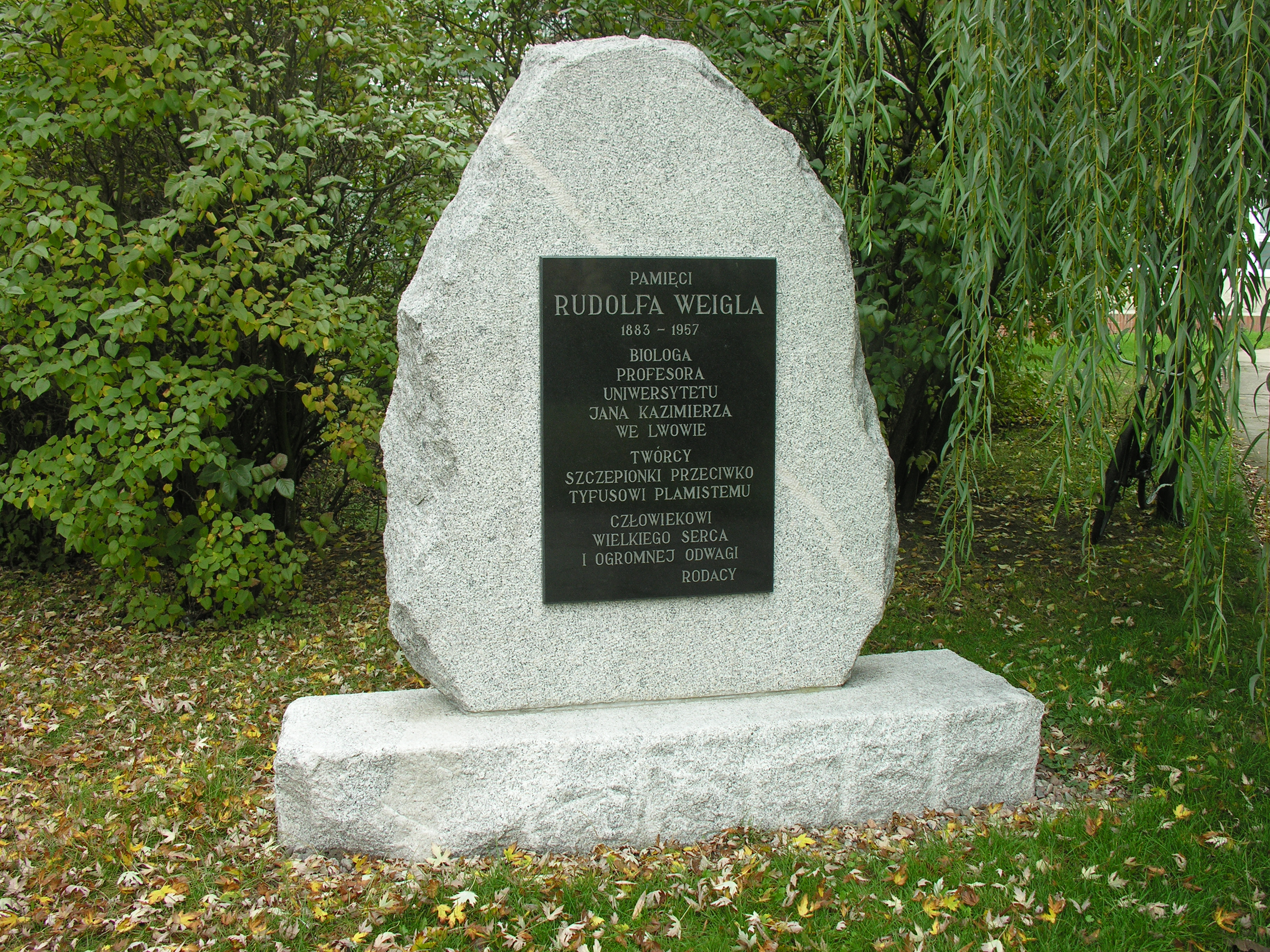
Памятник во Вроцлаве

Отец Вайгля погиб в результате дорожного происшествия, когда Рудольф был ещё ребёнком. Его мать, Элизабет Крёзер, вышла замуж за поляка — преподавателя старшей школы Юзефа Тройнара, и семья поселилась в городе Ясло, населённом в основном этническими поляками. Позднее семья переселилась в Лемберг (ныне Львов), где в 1907 Рудольф окончил биологический факультет Университета Яна Казимира, где его наставниками были профессора Бенедикт Дыбовский (1833—1930) и И. Нусбаум-Гиларович (1859—1917).
После окончания университета Вайгль стал ассистентом И. Нусбаума-Гиларовича и в 1913 г. был хабилитирован по кафедре сравнительной зоологии и анатомии.
С началом Первой мировой войны был призван в австро-венгерскую армию паразитологом для борьбы с педикулёзом. Тогда же Вайгль начинает изучать сыпной тиф, потери от которого на фронте были сопоставимы с потерями в боях.
В 1920 году создал и возглавил кафедру общей (медицинской) биологии медицинского факультета Львовского университета, а также открыл во Львове Институт изучения тифа и вирусов. В 1928 году им была изготовлена первая эффективная вакцина против сыпного тифа. Она была получена вследствие выращивания и переноса Rickettsia prowazekii в среднюю кишку вшей штамма Вейгля (Pediculus vestimenti). Вакцина производилась в большом количестве и использовалась преимущественно в Китае для лечения больных сыпным тифом католических миссионеров, Эфиопии, где в эти годы были тяжёлые эпидемии сыпного тифа, и так далее. В годы Второй мировой войны промышленное производство вакцины приобрело исключительно широкий масштаб, были иммунизированы свыше 6 млн человек, благодаря чему иммунизация в сочетании с другими противоэпидемическими мероприятиями способствовала предотвращению распространения сыпного тифа и эпидемий. За заслуги перед человечеством в борьбе с сыпным тифом Вайгль получил мировое признание, большое количество наград, номинировался (но не стал лауреатом) Нобелевской премии.
Заняв Львов в 1941 году после короткого полуторалетнего периода советской власти, нацисты проявили большой интерес к исследованиям Вайгля. По их распоряжению при институте был создан завод по производству вакцины. Вайгль воспользовался этим, чтобы в числе около 1000 сотрудников завода нанимать (и таким образом наделять охранным статусом) польских интеллигентов и подпольщиков, а также евреев. Его вакцины тайно переправлялись в Варшавское и Львовское гетто. Незадолго до освобождения Львова от немцев Вайгль переехал в Польшу в г. Кросценко-над-Дунайцем. С приходом советских войск его институт закрылся.
В 1945 Вайгль переехал в Краков. Он был назначен руководителем кафедры Института общей микробиологии при Ягеллонском университете, а затем возглавил биологическую кафедру при Медицинском университете в Познани. Производство вакцины продолжалось в Кракове. Вайгль умер 11 августа 1957 года.
Вайгль многократно выдвигался на Нобелевскую премию по медицине и биологии, но так и не получил её.
Институт Вайгля фигурирует в фильме Анджея Жулавского «Третья часть ночи» (1971). В 2003 году ему посмертно присвоено звание Праведника мира.

## Работы
- Untersuchungen und Experimente an Fleckfieberlänusen. Die Technik der Rickettsia-Forschung // Bräuers Beiträge zur Klinik der Infektionskrankheiten. 1920. Bd. 8, Heft 4 (нем.);
- Die Beziehungen der X-Stäme zur Rickettsia Prowazeki // Hygiene und Infektionskrankenkheiten. 1923. Bd. 99 (нем.);
- Der gegenwärtige Stand der Rickettsia-Forsсhung // Klinische Wochenschrift. 1924. Bd. 3, Heft 35 (нем.);
- Über active Fleckfieberimmunitat Medizinische Klinik. 1924. (нем.)